# Скаржинський Всеволод Ігорович
Скаржи́нський Все́волод І́горович (нар. 24 грудня 1916 (6 січня 1917) — пом. 1997) — професор (1973), доктор геолого-мінералогічних наук (1972), лауреат Державної премії УРСР (1973). Нащадок лубенської гілки роду Скаржинських.

## Біографія
Народився 24 грудня 1916 року (6 січня 1917 року за новим стилем) в Лубенському районі Полтавської області в родині нащадків українського шляхетського роду Скаржинських.
У 1941 році закінчив Київський державний університет.
В роки Радянсько-німецької війни перебував на півночі Росії, де займався науковими дослідженнями в галузі геології.
У 1953–1959 роках — викладач Дніпропетровського гірничого інституту.
У 1959–1962 роках — завідувач кафедри, а у 1965–1968 роках — завідувач відділу Інституту геологічних наук АН УРСР.
У 1969–1976 роках — завідувач відділення Інституту геохімії і фізики мінералів АН УРСР.
У 1977–1987 роках — завідувач кафедри геології Київського державного університету, професор.
Помер у 1997 році. Похований на Берковецькому цвинтарі в Києві.

## Наукова діяльність
В. І. Скаржинський зробив значний внесок у розвиток вітчизняної геології. Він досліджував закономірності утворення і розташування рудних порід на території України, розробив наукові основи їх прогнозування й пошуку, методи розробки металогенічних мап.
Є автором численних наукових праць і методичних посібників з геології.

## Родина
В. І. Скаржинський — онук лубенського генерал-майора і конезаводчика М. Є. Скаржинського та К. М. Скаржинської.
Від шлюбу зі Скаржинською Тамарою Олександрівною мав двох дітей: сина Олександра та дочку Марину.

## Нагороди і почесні звання
У 1973 році удостоєний Державної премії УРСР.